# Paul Metzner (Eiskunstläufer)
Paul Heinrich Robert Metzner (* 7. November 1894 in Berlin; † 3. Dezember 1965 ebenda) war ein deutscher Eiskunstläufer, der im Einzellauf und im Paarlauf startete.
Seine erste Weltmeisterschaft bestritt Metzner 1913 in Wien im Einzellauf. Dort wurde er Achter und Letzter. Nach der zwangsbedingten Pause durch den Ersten Weltkrieg trat er zusammen mit Margarete Klebe, nach ihrer Heirat 1921 Margarete Metzner, an. 1920 wurden sie deutsche Meister im Paarlauf. Bei der ersten Weltmeisterschaft nach dem Ersten Weltkrieg, ihrer einzigen gemeinsamen Weltmeisterschaftsteilnahme, gewannen sie 1922 in Davos die Bronzemedaille hinter den Österreichern Helene Engelmann und Alfred Berger und den für Finnland startenden Ludowika Jakobsson-Eilers und Walter Jakobsson.
Nach seiner sportlichen Karriere war er als Zahnarzt tätig.

## Ergebnisse

### Paarlauf
(mit Margarete Metzner)
| Wettbewerb / Jahr        | 1913 | 1920 | 1922 |
| ------------------------ | ---- | ---- | ---- |
| Weltmeisterschaften      | 8.*  |      | 3.   |
| Deutsche Meisterschaften |      | 1.   |      |

* im Einzellauf